# Saint-Aubin-des-Hayes
Saint-Aubin-des-Hayes is een plaats en voormalige gemeente in het Franse departement Eure in de regio Normandië en telt 163 inwoners (2013). Deze plaats maakt deel uit van het arrondissement Bernay.

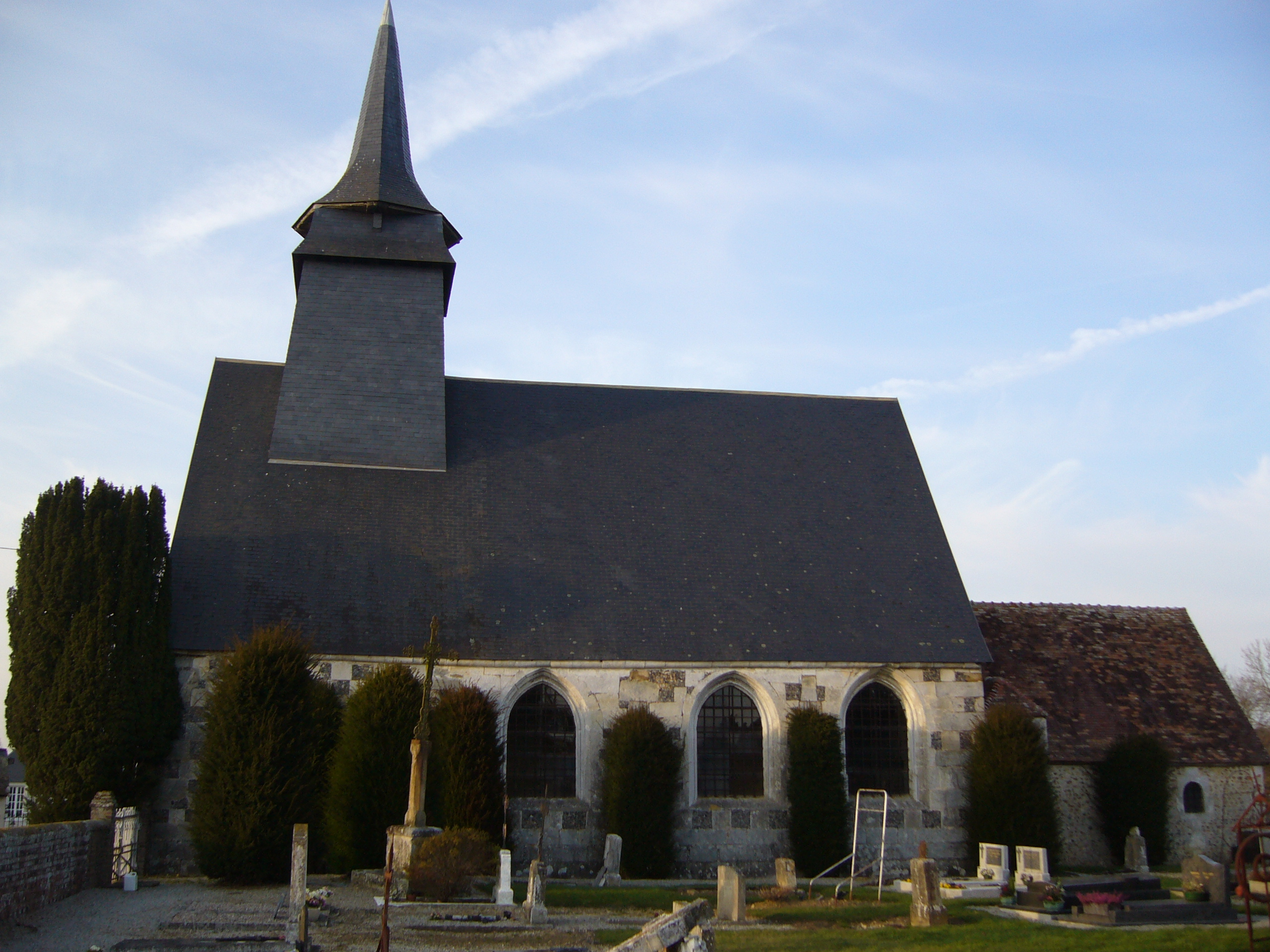
Parochiekerk van Saint-Aubin-des-Hayes
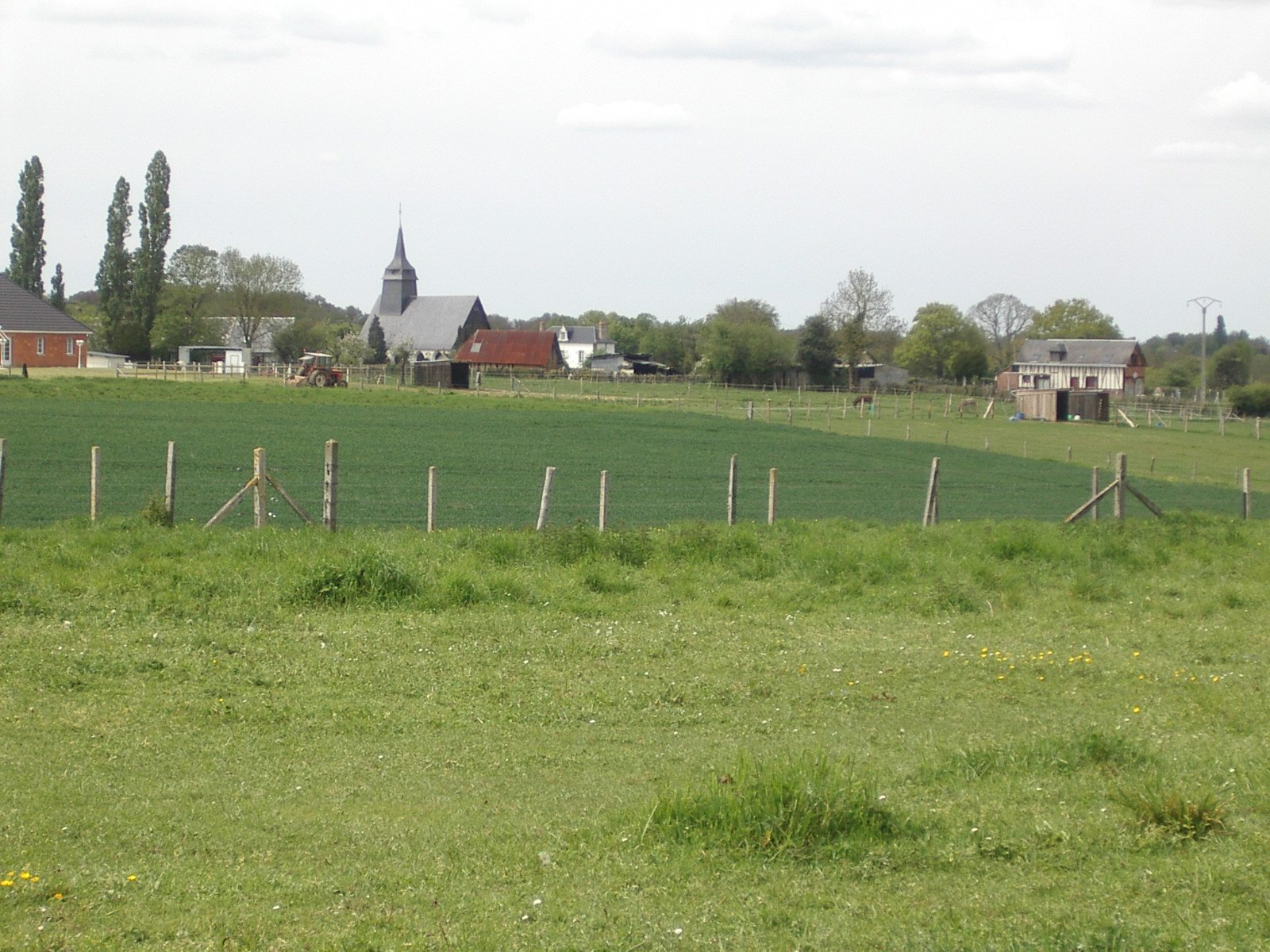
Saint-Aubin-des-Hayes
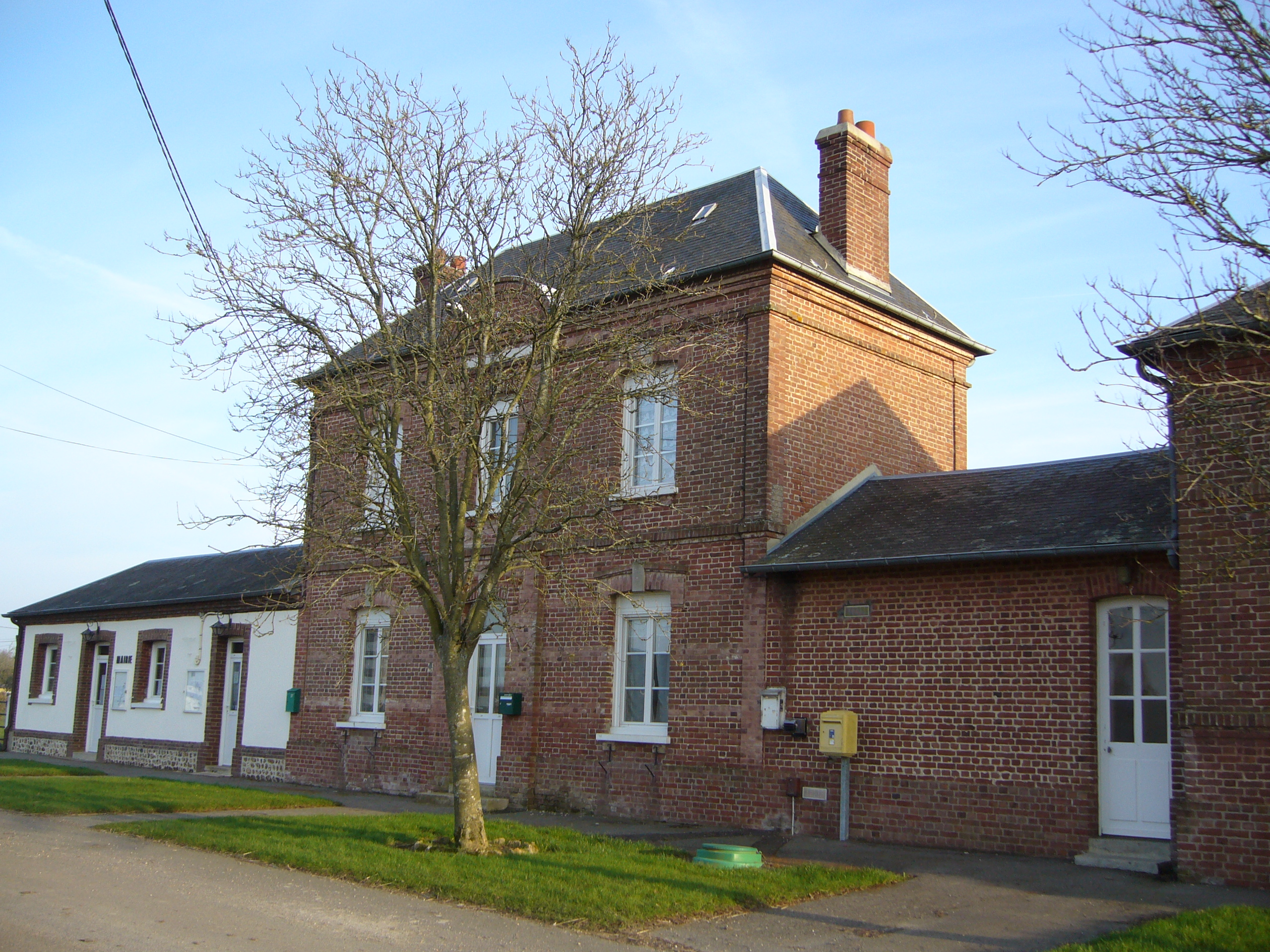
Voormalig gemeentehuis

## Geschiedenis
De gemeente maakte deel uit van het kanton Beaumesnil tot dit op 22 maart 2015 werd opgeheven en de gemeenten werden opgenomen in het kanton Bernay. Op 1 januari 2016 fuseerden de gemeenten van het voormalige kanton, op één na, tot de commune nouvelle Mesnil-en-Ouche.

## Geografie
De oppervlakte van Saint-Aubin-des-Hayes bedraagt 5,95 km², de bevolkingsdichtheid is 27 inwoners per km².
De onderstaande kaart toont de ligging van Saint-Aubin-des-Hayes met de belangrijkste infrastructuur en aangrenzende gemeenten.

## Demografie
Onderstaande figuur toont het verloop van het inwonertal (bron: INSEE-tellingen).